# WWE
World Wrestling Entertainment, LLC, promowana skrótowcem WWE – amerykańska firma zajmująca się przede wszystkim organizowaniem widowisk i programów telewizyjnych związanych z wrestlingiem.
W swojej obecnej postaci została zarejestrowana 21 lutego 1980. Powstała w 1952 pod nazwą Capitol Wrestling Corporation. W 1982 została wykupiona przez Vince’a McMahona i przemianowana na Titan Sports Promotions. Kolejna zmiana nazwy nastąpiła w 1999, na World Wrestling Federation Entertainment, Inc. Nazwę World Wrestling Entertainment, Inc. firma zarejestrowała 5 maja 2002. W 2023 roku WWE zostało wykupione przez Endeavor, po czym połączyło się z UFC, tworząc nową spółkę notowaną na giełdzie pod symbolem „TKO”, a nazwa prawna WWE została zmieniona na World Wrestling Entertainment, LLC.
WWE promuje się jako organizacja wrestlingu, znana od 2002 jako World Wrestling Entertainment (WWE). Wcześniej była znana jako Capitol Wrestling Corporation (CWC) w latach 1952–1963, World Wide Wrestling Federation (WWWF) w latach 1963–1979 i World Wrestling Federation (WWF) w latach 1979–2002.
Siedziba WWE znajduje się pod adresem 707 Washington Blvd w Stamford (Connecticut). WWE ma też biura w Nowym Jorku, Los Angeles, Londynie, Meksyku, Mumbaju, Szanghaju, Singapurze, Dubaju, Monachium i Tokio. Obecnym prezesem firmy jest Nick Khan.

## Historia

### Capitol Wrestling Corporation (1952–1963)
Firma znana dziś jako WWE została założona w 1952 pod nazwą Capitol Wrestling Corporation (CWC) przez doświadczonego promotora boksu i wrestlingu, Jessa McMahona, oraz wpływowego promotora wrestlingu, Tootsa Mondta. W 1953 firma dołączyła do ligi National Wrestling Alliance (NWA), która kontrolowała podział Stanów Zjednoczonych na terytoria poszczególnych promotorów wrestlingu. Jessowi McMahonowi i Tootsowi Mondtowi przypadł rejon północno-wschodni, obejmujący Nowy Jork, Pensylwanię, New Jersey i Connecticut. Po śmierci Jessa McMahona 21 listopada 1954, jego syn, Vincent James McMahon, zastąpił go jako nowy współwłaściciel organizacji i szybko stał się akcjonariuszem większościowym. Głównym partnerem Vincenta Jamesa McMahona był Toots Mondt.

### World Wide Wrestling Federation (1963–1982)

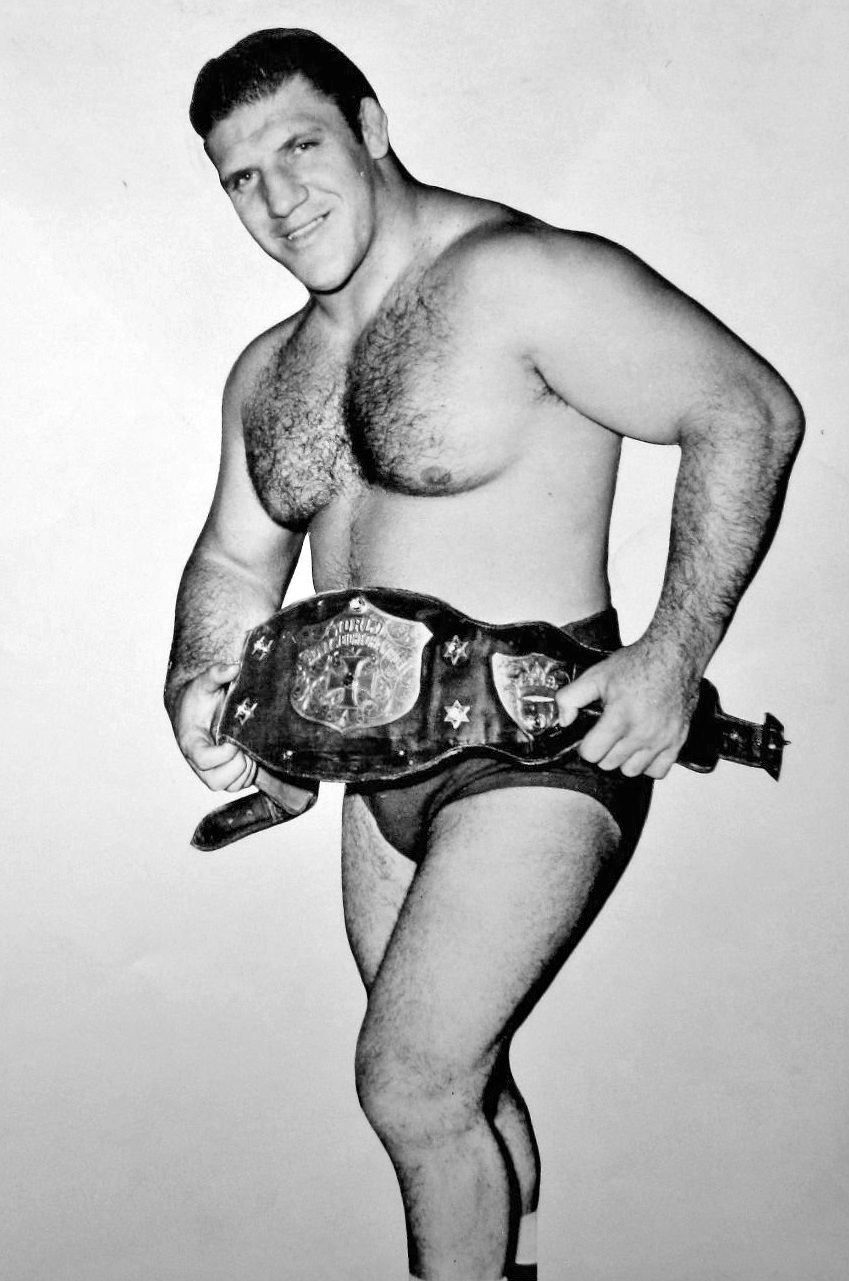
Bruno Sammartino – mistrz WWWF w latach 1963–1971 i 1973–1977

24 stycznia 1963 Capitol Wrestling Corporation odłączyło się od National Wrestling Alliance z powodu sporu związanego z decyzją NWA o zmianie głównego mistrza ligowego, którym do tej pory był związany z CWC Buddy Rogers. Jess McMahon i Toots Mondt zmienili nazwę organizacji na World Wide Wrestling Federation (WWWF). Firma przez kolejne lata cieszyło się dużą popularnością między innymi za sprawą wrestlera Bruno Sammartino, który był głównym mistrzem w latach 1963–1971 i 1973–1977. W 1971 WWWF ponownie przyłączyło się do ligi National Wrestling Alliance. W 1969 Vincent James McMahon sprzedał udziały należące do odchodzącego na emeryturę Tootsa Mondta Robertowi „Gorilla Monsoon” Marelli. W 1979 World Wide Wrestling Federation zostało przemianowane na World Wrestling Federation (WWF).

### World Wrestling Federation (1982–2002)
6 czerwca 1982 Vincent Kennedy McMahon kupił organizację WWF od swojego ojca, Vincenta Jamesa McMahona, i jego parterów biznesowych: Phila Zacko, Arnolda Skaalanda i Roberta „Gorilla Monsoon” Marelli. W tym czasie WWF obejmowało już swoim zasięgiem Maryland, Pensylwanię, Nowy Jork, Delaware, New Jersey, Connecticut, Rhode Island, Massachusetts, New Hampshire, Vermont, Maine i Dystrykt Kolumbia. Vincent Kennedy McMahon postanowił sobie za cel uczynienie z WWF głównej federacji wrestlingu w Stanach Zjednoczonych, a następnie na całym świecie. W 1983 WWF opuściło ligę NWA i zawarło umowę z USA Network na emitowanie gal w telewizji kablowej. Popularni wrestlerzy z innych terytoriów przyłączali się do WWF w zamian za obietnicę szerszego rozgłosu i wyższej pensji. National Wrestling Alliance zaczęło tracić na znaczeniu.

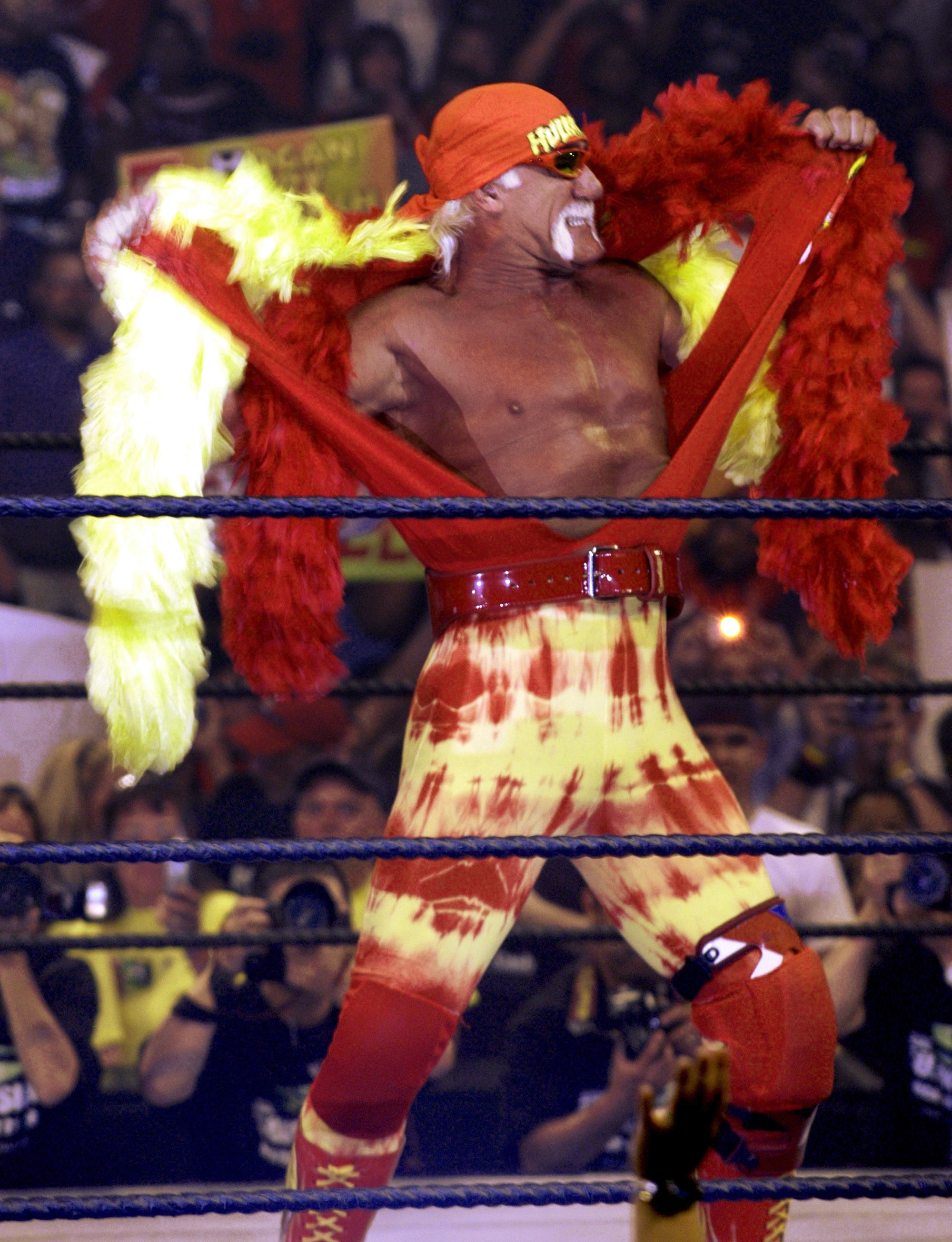
Hulk Hogan – główny mistrz WWF w latach 1984–1988, 1989–1990, dwukrotnie w 1991 i jednokrotnie w 1993 i 2002

Lata 80. zostały okrzyknięte, między innymi przez samą firmę, złotą erą wrestlingu. Do popularności WWF przyczyniły się między innymi Hulkamania, czyli fenomenowi wrestlera Hulka Hogana, sukces pierwszej gali pay-per-view, WrestleManii, promocja w MTV, zaangażowanie w promocję WWF takich celebrytów jak Cyndi Lauper i Mr.T, a także decyzja National Broadband Network o emisji programu WWF, Saturday Night’s Main Event, co dwa tygodnie naprzemiennie z Saturday Night Live.
Po 1993 popularność WWF zaczęła słabnąć na korzyść konkurencyjnej organizacji World Championship Wrestling (WCW), która przejęła takich popularnych wrestlerów jak Hulk Hogan i Randy Savage, a 4 września 1995 rozpoczęła produkcję programu Monday Nitro w tych samych godzinach, co nadawany przez WWF Monday Night Raw. Był to początek rywalizacji, która przeszła do historii jako Monday Night Wars (Poniedziałkowe wojny). W celu sprostania wyzwaniu, WWF zmieniło styl organizowanych przez siebie gal i programów na bardziej brutalny i nieprzyzwoity, a główną atrakcją miała być rywalizacja między popularnym wówczas wrestlerem, Stone Cold Steve’em Austinem, a właścicielem organizacji, Vince’em McMahonem, który ujawnił swoją pozycję w firmie po kontrowersyjnym wydarzeniu znanym jako Montreal Screwjob. WWF ostatecznie zwyciężyło rywalizację i 23 marca 2001 wykupiło World Championship Wrestling za 4,2 miliony dolarów.

### World Wrestling Entertainment (od 2002)

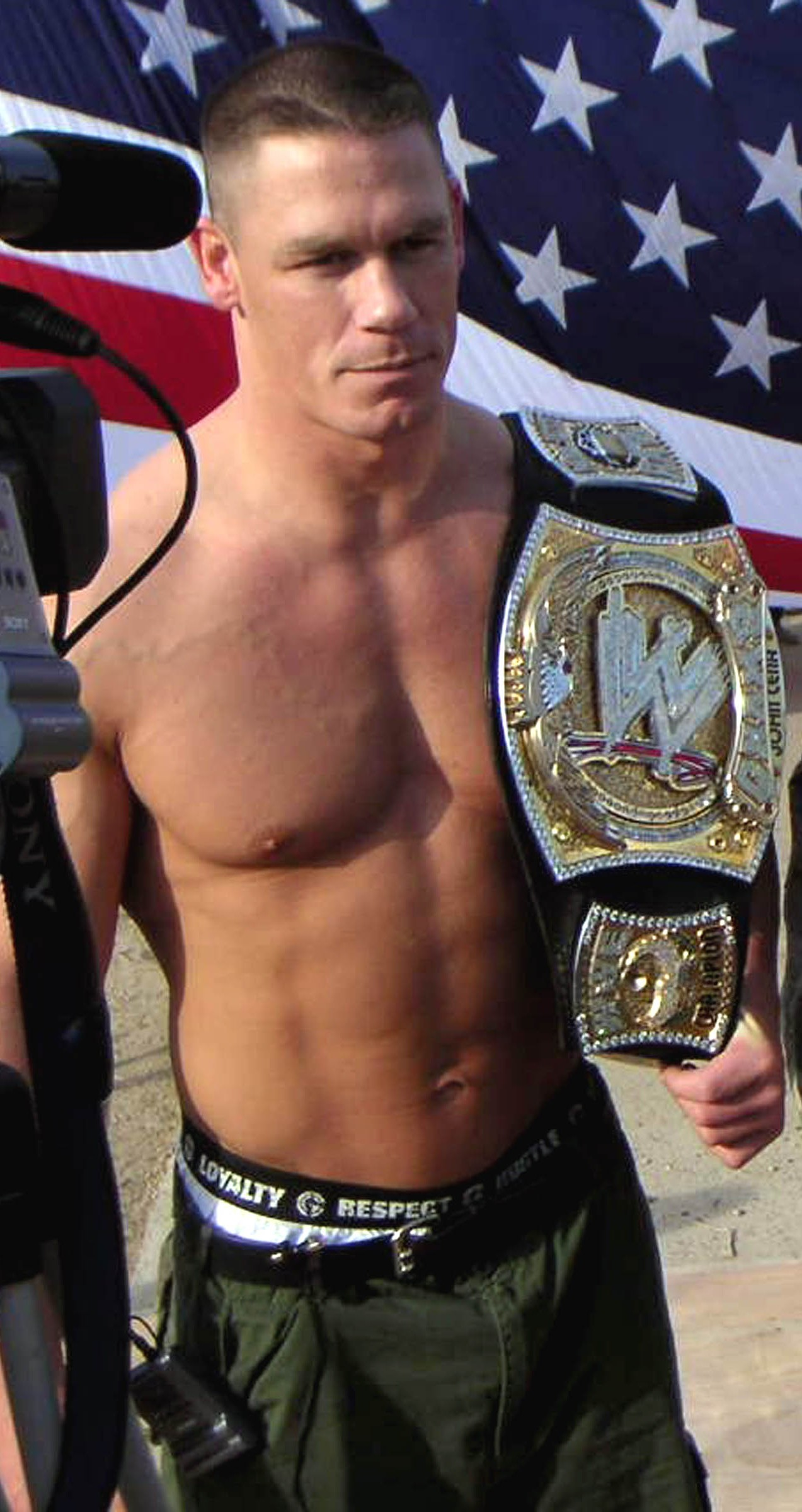
John Cena – rekordowy, trzynastokrotny mistrz WWE

W 2002 fundacja charytatywna World Wide Fund for Nature oskarżyła World Wrestling Federation o naruszenie umowy z 1994, dotyczącej zezwolenia na używanie akronimu WWF, i wniosła sprawę do sądu. Sąd odebrał organizacji wrestlingu prawo do używania skrótowca, w związku z czym postanowiono zmienić nazwę World Wrestling Federation (WWF) na World Wrestling Entertainment (WWE). W kolejnych latach wypracowano różne ugody, które pozwoliły WWE na używanie akronimu WWF w materiałach archiwalnych.
W związku z rozszerzeniem personelu WWE po przejęciu WCW, firma zarządziła podział franczyzy na brandy SmackDown i Raw. W 2004 firma kupiła od sądu upadłościowego wszystkie aktywa popularnej w latach 90. organizacji Extreme Championship Wrestling (ECW), która słynęła z organizowania walk hardcorowych. 13 czerwca 2006 utworzony został trzeci brand, o nazwie ECW, który był traktowany jako kontynuacja upadłej organizacji. Brand ten istniał do 16 lutego 2010. Pierwszy okres podziału organizacji na brandy zakończył się 29 sierpnia 2011 roku.
13 listopada 2005, w wieku 38 lat, zmarł popularny wrestler Eddie Guerrero. Przyczyną był zawał mięśnia sercowego doznany z powodu miażdżycy. W swojej autobiografii Guerrero przyznał, że w przeszłości był uzależniony od alkoholu i narkotyków oraz przyjmował duże dawki sterydów anabolicznych. W odpowiedzi na pokłosie po jego śmierci, 27 lutego 2006 WWE wprowadziło politykę wellness, której celem było zwalczanie narkomanii i stosowania sterydów wśród członków personelu firmy. Zgodnie z nową polityką, firma zaczęła między innymi przeprowadzać losowe kontrole antydopingowe. Kolejne poprawki zostały wprowadzone w 2009, 2010, 2011 i 2012.
25 czerwca 2007 popularny wrestler Chris Benoit zamordował swoją żonę, Nancy Benoit, i syna, Daniela Benoit, po czym popełnił samobójstwo wieszając się przy pomocy maszyny do ćwiczeń. W mieszkaniu rodziny Benoit znaleziono koktajl przygotowany z leków na receptę i sterydów anabolicznych, a chirurdzy przeprowadzający sekcję ustalili, że wrestler miał uszkodzony mózg. Głośna tragedia przyczyniła się do wielu zmian w organizacji. Z czasem budowa ciał zawodników zatrudnianych przez WWE stała się bardziej stonowana. Ograniczono sytuacje, w których wrestlerzy mogli doznać urazu głowy, w tym częste i charakterystyczne dla WWE ciosy składanym krzesłem. Starano się też aby w czasie walk nie dochodziło do krwawienia.
22 lipca 2008 WWE wydało oświadczenie o zmianie kategorii wiekowej, zgodnej z systemem TV Parental Guidelines, na PG (zalecany nadzór rodzicielski). Organizacja wprowadziła zauważalne zmiany aby osiągnąć tę kategorię i się w niej utrzymać. Stonowano brutalność i seksualizm, a przekleństwa, wulgaryzmy i krew od tej pory pojawiały się w głównych programach bardzo rzadko.
W 2012 na bazie programu NXT – reality show, którym uczestnicy rywalizowali o kontrakt zawodowy z WWE – utworzono osobny brand, nastawiony na rozwój zawodników przygotowywanych do występów w Smackdown i Raw. Od tego momentu NXT organizuje gale bez elementów reality show i posiada ekskluzywne tytuły mistrzowskie.
W 2016 przywrócono podział WWE na brandy. Na czele Raw i Smackdown staneli wtedy kolejno Stephanie McMahon i Shane McMahon, dzieci właściciela WWE, Vince’a McMahona.
W marcu 2020 roku na WWE zaczął wpływać wybuch pandemii koronawirusa (COVID-19) w Ameryce. Główne gale pay per view, w tym WrestleMania 36, były nagrywane na taśmie bez żadnej obecności, a nie transmitowane na żywo. NXT nadal nadawało z Full Sail University, ale z podobnymi ograniczeniami. Bardzo reklamowane wydarzenie NXT TakeOver: In Your House zostało wyemitowane na taśmie w czerwcu 2020 roku, jednak niektórzy oficjele WWE byli zaproszeni na to wydarzenie jako część bardzo ograniczonej publiczności. Transmisje na żywo powróciły 13 kwietnia, przy kontynuacji istniejących ustaleń; WWE oświadczyło ESPN.com, że „uważamy, że teraz ważniejsze niż kiedykolwiek jest zapewnienie ludziom odskoczni od tych trudnych czasów” oraz że programy firmy „łączą rodziny i dają poczucie nadziei, determinacji i wytrwałość”. Następnie doniesiono, że gubernator Florydy Ron DeSantis uznał WWE za biznes krytyczny dla gospodarki stanu i dodał wyjątek w ramach stanowego nakazu pozostania w domu dla pracowników „profesjonalnej produkcji sportowej i medialnej”, która jest zamknięta dla publiczne i ma publiczność w całym kraju. Decyzja spotkała się z krytyką ze strony mediów, przy czym kilka z nich wskazało, że działania DeSantisa miały miejsce tego samego dnia, w którym popierająca Donalda Trumpa komitet działań politycznych, na którego czele stała Linda McMahon, która wcześniej była częścią gabinetu Trumpa, zobowiązała się wydać 18,5 miliona dolarów na reklamy na Florydzie i że tego samego dnia Vince McMahon został członkiem grupy doradczej utworzonej przez Trumpa w celu opracowania strategii ożywienia gospodarki amerykańskiej.
15 kwietnia WWE ogłosiło serię cięć i zwolnień w odpowiedzi na pandemię, w tym zwolnienie części personelu. Kierownictwo WWE również zdecydowało się na obniżkę wynagrodzeń, a firma zawiesiła także budowę swojej nowej siedziby na co najmniej sześć miesięcy. Wystrzał wywołał znaczną reakcję fanów; a Business Insider nazwał ich „wściekłymi”. Zarówno fani, jak i kilka mediów zwróciło uwagę, że choć WWE twierdziło, że działania te są „konieczne ze względu na ekonomiczne skutki pandemii wirusa”. WWE twierdziło również, że posiada „znaczne zasoby finansowe. Dostępna gotówka i zdolność zadłużeniowa wynoszą obecnie około 0,5 miliarda dolarów”. DeSantis twierdził, że WWE jest „niezbędne”, co oznaczało, że utrata przychodów firmy będzie ograniczona. Począwszy od sierpnia, WWE przeniosło swoje wydarzenia do nowej wirtualnej publiczności i nowej areny, bezpiecznej biologicznie bańki zwanej WWE ThunderDome. ThunderDome umożliwiła fanom wirtualne uczestnictwo w wydarzeniach i bycie widocznymi na prawie 1000 tablicach LED na arenie. Okres od początku pandemii do WrestleManii 37 jest czasami nazywany „ThunderDome Era”.
WrestleMania 37, która odbyła się w kwietniu 2021 roku, była pierwszym dużym wydarzeniem WWE, które odbyło się poza ThunderDome i z udziałem fanów na żywo wpuszczonych na arenę, choć w ograniczonej liczbie, pod hasłem „Back in Business!”, a wydarzenie brzmiało: odbyło się przez dwie noce, w których uczestniczyło łącznie 51 350 osób. Bobby Lashley, który opuścił WWE w 2008 roku i wrócił do WWE po dekadzie w 2018 roku, zdobył WWE Championship w 2021 roku i pokonał Drew McIntyre’a pierwszej nocy WrestleManii 37, aby zachować tytuł. Bianca Belair stała się dominującą gwiazdą dywizji kobiet w 2021 roku, po tym, jak wygrała Women’s Royal Rumble match 2021 i pokonała Sashę Banks w walce wieczoru pierwszej nocy WrestleManii 37, zdobywając SmackDown Women’s Championship. 30 kwietnia 2021 na odcinku WWE SmackDown, ulubiony zapaśnik fanów Daniel Bryan przegrał z Romanem Reignsem w walce championship vs. career o Universal Championship, a następnie opuścił WWE. WWE NXT zostało odnowione z poważnymi zmianami w „NXT 2.0” począwszy od 14 września 2021 roku. WWE wznowiło pełnoetatowe tournée na żywo z pełną publicznością 17 lipca wraz z transmisją na żywo SmackDown z Dickies Arena w Fort Worth w stanie Teksas, a następnej nocy odbyło się Money in the Bank pay-per-view w tym samym miejscu.
Podczas pierwszej nocy WrestleManii 38 w kwietniu 2022 roku weteran Stone Cold Steve Austin przeszedł z emerytury po 19 latach na jednorazową walkę, pokonując Kevina Owensa. Następnej nocy, drugiej nocy WrestleManii 38, w walce wieczoru Roman Reigns pokonał Brocka Lesnara w Winner Takes All matchu o WWE Championship i WWE Universal Championship, stając się pierwszym wrestlerem w historii, który posiadał oba tytuły w tym samym czasie.
WWE również zaczęło mocno naciskać na Cody’ego Rhodesa i Rheę Ripley w tym czasie, wygrywając odpowiednio Royal Rumble matche mężczyzn i kobiet w 2023 roku. Podczas gdy Ripley pokonała Charlotte Flair i wygrała SmackDown Women’s Championship podczas pierwszej nocy WrestleManii 39, Rhodes został pokonany przez Romana Reignsa w walce wieczoru o Undisputed WWE Universal Championship drugiej nocy WrestleManii 39. WrestleMania 39 stała się także najbardziej dochodowym wydarzeniem WWE w historii do 2023 roku. Na Night of Champions 2023 Seth Rollins pokonał AJ Stylesa w finale turnieju i został inauguracyjnym zwycięzcą nowo utworzonego World Heavyweight Championship. 2 września 2023 roku, WWE zorganizowało Payback, swoje ostatnie pay-per-view przed przeniesieniem własności, gdzie walce wieczoru wydarzenia, Seth Rollins pokonał Shinsuke Nakamurę, zachowując swój World Heavyweight Championship.
17 czerwca 2022 r., podczas dochodzenia przeprowadzonego przez Radę Dyrektorów WWE w sprawie zgłoszonych „potajemnych pieniędzy” wypłaconych byłemu pracownikowi przez Vince’a McMahona po romansie, Mr. McMahon ustąpił ze stanowiska prezesa rady dyrektorów i dyrektora generalnego WWE i został zastąpiony przez swoją córkę, Stephanie McMahon Levesque, jako tymczasowego prezesa rady dyrektorów i tymczasowego dyrektora genarnego WWE. Pomimo zmiany, Vince McMahon pojawił się tamtej nocy na WWE SmackDown, otwierając show krótkim przemówieniem, którego najważniejsze momenty „wtedy, teraz, na zawsze i co najważniejsze razem” były cytowane przez różne media, gdy Vince informował ludzi, że nadal kontroluje Creative team zza kulis. 22 lipca Vince McMahon oficjalnie ogłosił swoją emeryturę na Twitterze, mówiąc: „W wieku 77 lat czas na emeryturę. Dziękuję WWE Universe. Wtedy. Teraz. Na zawsze. Razem”. Po ogłoszeniu przejścia Vince’a na emeryturę, Stephanie McMahon Levesque została oficjalnie mianowana prezesem rady dyrektorów, podczas gdy ona i Nick Khan zostali mianowani współdyrektorami generalnymi WWE. Triple H przejął stanowisko szefa działu kreatywnego, wznawiając jednocześnie stanowisko wiceprezesa wykonawczego ds. relacji z talentami, a później został awansowany na stanowisko Chief Content Officera. Komentatorzy podkreślali znaczenie emerytury McMahona, mówiąc, że oznacza to początek nowego okresu w historii WWE. Gala SummerSlam 2022, które odbyło się 30 lipca 2022 roku, było pierwszą galą WWE pay-per-view, które odbyło się pod przewodnictwem Stephanie McMahon i Triple H’a. 18 sierpnia WWE Hall of Famer Shawn Michaels został awansowany na wiceprezesa WWE ds. kreatywnego rozwoju talentów.
W styczniu 2023 roku, Vince McMahon ogłosił zamiar powrotu do firmy przed negocjacjami dotyczącymi praw medialnych. Prawa medialne WWE z Fox i USA Network wygasną w 2024 roku. W tym samym miesiącu JP Morgan zostało zatrudnione do obsługi ewentualnej sprzedaży firmy. 10 stycznia Stephanie McMahon zrezygnowała z funkcji prezesa rady dyrektorów i współdyrektora generalnego, również tego samego dnia Vince McMahon objął stanowisko prezesa wykonawczego rady dyrektorów WWE, podczas gdy Nick Khan został jedynym dyrektorem generalnym WWE.
3 kwietnia 2023 roku Endeavor ogłosił umowę, na mocy której WWE połączy się z UFC, tworząc nową spółkę notowaną na giełdzie pod symbolem „TKO”. Endeavor będzie posiadał 51% udziałów w „TKO”, a akcjonariusze WWE będą mieli 49% udziałów, wyceniając WWE na 9,3 miliarda dolarów. Będzie to pierwszy raz, kiedy WWE nie będzie w większości kontrolowane przez rodzinę McMahon. Dyrektor generalny Endeavor, Ari Emanuel, będzie pełnił funkcję dyrektora generalnego nowej jednostki, z Markiem Shapiro jako prezesem i dyrektorem operacyjnym, McMahonem jako prezesem wykonawczym. Emanuel nie przyjmie żadnych kreatywnych ról, a oczekuje się, że szef kreatywny WWE Paul Levesque pozostanie na tym stanowisku, a Nick Khan pozostanie prezesem WWE (podobnie jak Dana White jako prezes UFC). Umowa dodatkowo przyznaje McMahonowi dożywotnią kadencję na stanowisku prezesa wykonawczego, prawo do nominowania pięciu przedstawicieli WWE do 11-osobowego zarządu, a także prawo weta w stosunku do niektórych działań nowej firmy; ostatecznie zarząd TKO powiększył się z 11 do 13 członków. Ponadto McMahon będzie właścicielem 34% nowej spółki z 17% udziałem w głosach.
Emanuel stwierdził, że ta fuzja „połączy dwie wiodące firmy zajmujące się wyłącznie sportem i rozrywką” i zapewni „znaczące synergie operacyjne”. McMahon stwierdził, że „firmy rodzinne muszą ewoluować ze wszystkich właściwych powodów” i że „biorąc pod uwagę niesamowitą pracę, jaką wykonali Ari i Endeavor, aby rozwinąć markę UFC – prawie podwajając przychody w ciągu ostatnich siedmiu lat – oraz ogromny sukces, jaki odnieśliśmy już we współpracy z ich zespołem przy wielu przedsięwzięciach, uważam, że jest to bez wątpienia najlepszy wynik dla naszych akcjonariuszy i innych interesariuszy”. Pomimo fuzji obie organizacje, WWE i UFC, będą nadal działać jako odrębne oddziały nowo połączonej firmy.
Fuzja została sfinalizowana 12 września 2023 roku. Pierwszym występem WWE pod rządami Endeavor był odcinek NXT z 12 września 2023 roku, który rozpoczął się od pokonania Wesa Lee przez Ilję Dragunova w pojedynku, a walką wieczoru było pokonanie przez Becky Lynch Tiffany Stratton i zdobycie NXT Women’s Championship. Pierwszą galą WWE pay per view w ramach TKO było NXT No Mercy 30 września 2023 roku. 25 listopada 2023 roku na Survivor Series: WarGames, po ponad 9 latach przerwy, CM Punk powrócił do WWE, w swoim rodzinnym mieście Chicago.
23 stycznia 2024 roku, Dwayne Johnson, znany również jako „The Rock”, dołączył do zarządu TKO Group Holdings. Trzy dni później, Vince McMahon ponownie złożył rezygnację z powodu dalszych zarzutów o niewłaściwe zachowanie na tle seksualnym, a Ari Emanuel uzyskał większą kontrolę jako nowy prezes wykonawczy TKO.
Odkąd Triple H i Shawn Michaels przejeli władzę kreatywną w federacji odpowiednio w głównym rosterze i NXT oraz WWE stało się częścią TKO, sam Triple H 1 kwietnia 2024 roku, stwierdził, że WWE wkroczyło w „inną erę”. 3 kwietnia, wrestler WWE Cody Rhodes ukuł termin „Renaissance Era” na ten okres. Na WrestleManii XL, WWE oficjalnie zadebiutowało z nowym, charakterystycznym intro przed pierwszą walką gali. Paul „Triple H” Levesque przedstawiał obecnym fanom słowa: „Witamy w nowych czasach, witamy w nowej erze”, a podczas drugiej nocy WrestleManii Stephanie McMahon powtórzyła to, nazywając to „Paul Levesque Era”. 7 kwietnia, podczas walki wieczoru drugiej i ostatniej nocy wydarzenia, Cody Rhodes pokonał Romana Reignsa i wygrał Undisputed WWE Universal Championship.
23 stycznia 2024 roku WWE ogłosiło, że WWE Raw przeniesie się do serwisu streamingowego Netflix w styczniu 2025 roku, oferując jednocześnie seriale zza kulis. 4 maja 2024 roku WWE zorganizowało Backlash France, swoje pierwsze wydarzenie pay-per-view we Francji. 29 października WWE ogłosiło uruchomienie własnego niezależnego programu rozwoju wrestlingu o nazwie WWE ID, w skrócie WWE Independent Development.
W 2024 roku WWE rozpoczęło szerszą wymianę talentów z Total Nonstop Action Wrestling (TNA). Kilku wrestlerów TNA pojawiało się w cotygodniowych serialach telewizyjnych NXT i wydarzeniach transmitowanych na żywo i odwrotnie. Wieloletnie partnerstwo między Total Nonstop Action Wrestling (TNA) i WWE zostało oficjalnie ogłoszone 16 stycznia 2025 roku. WWE nawiązało również współpracę z Pro Wrestling Noah i Dream Star Fighting Marigold. 19 kwietnia 2025 roku, przed rozpoczęciem WrestleManii 41, ogłoszono, że WWE nabyło Lucha Libre AAA Worldwide we współpracy z Fillip, meksykańską firmą sportowo-rozrywkową, w ramach globalnej ekspansji WWE. Przejęcie ma zostać sfinalizowane w trzecim kwartale 2025 roku.

## Działalność komercyjna

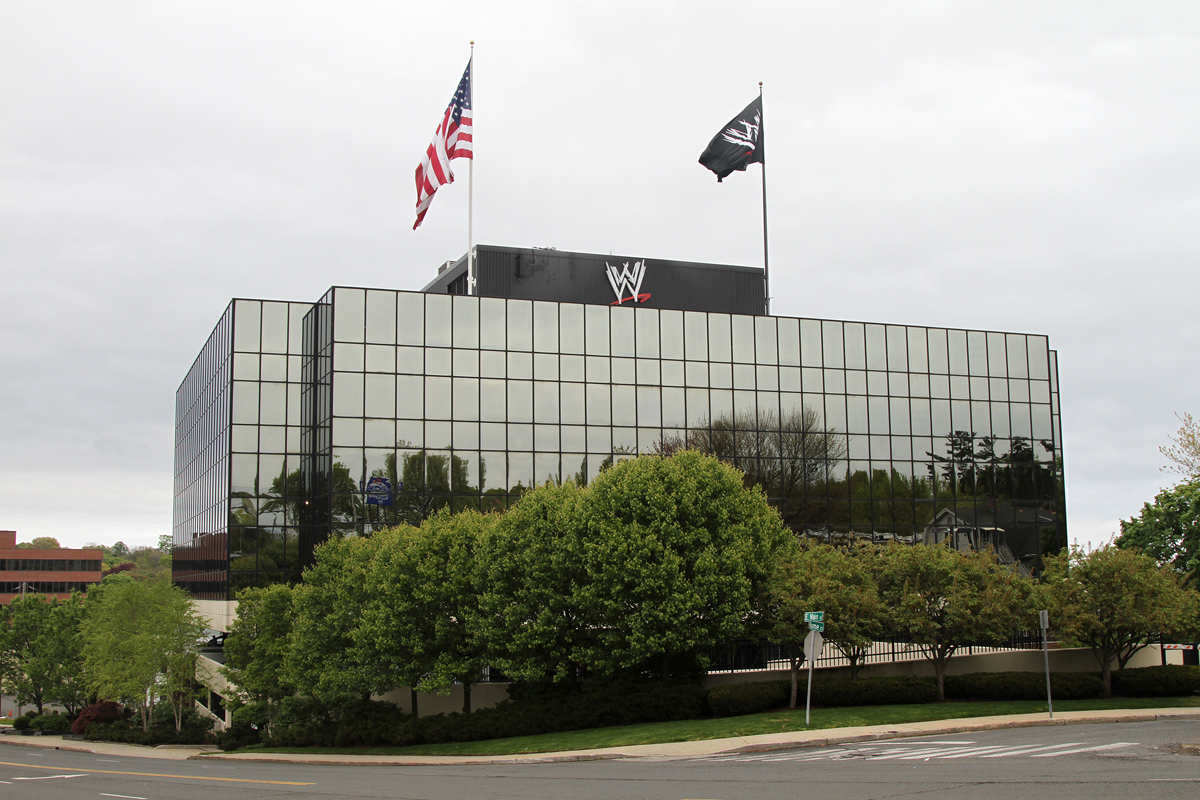
Była główna siedziba World Wrestling Entertainment.

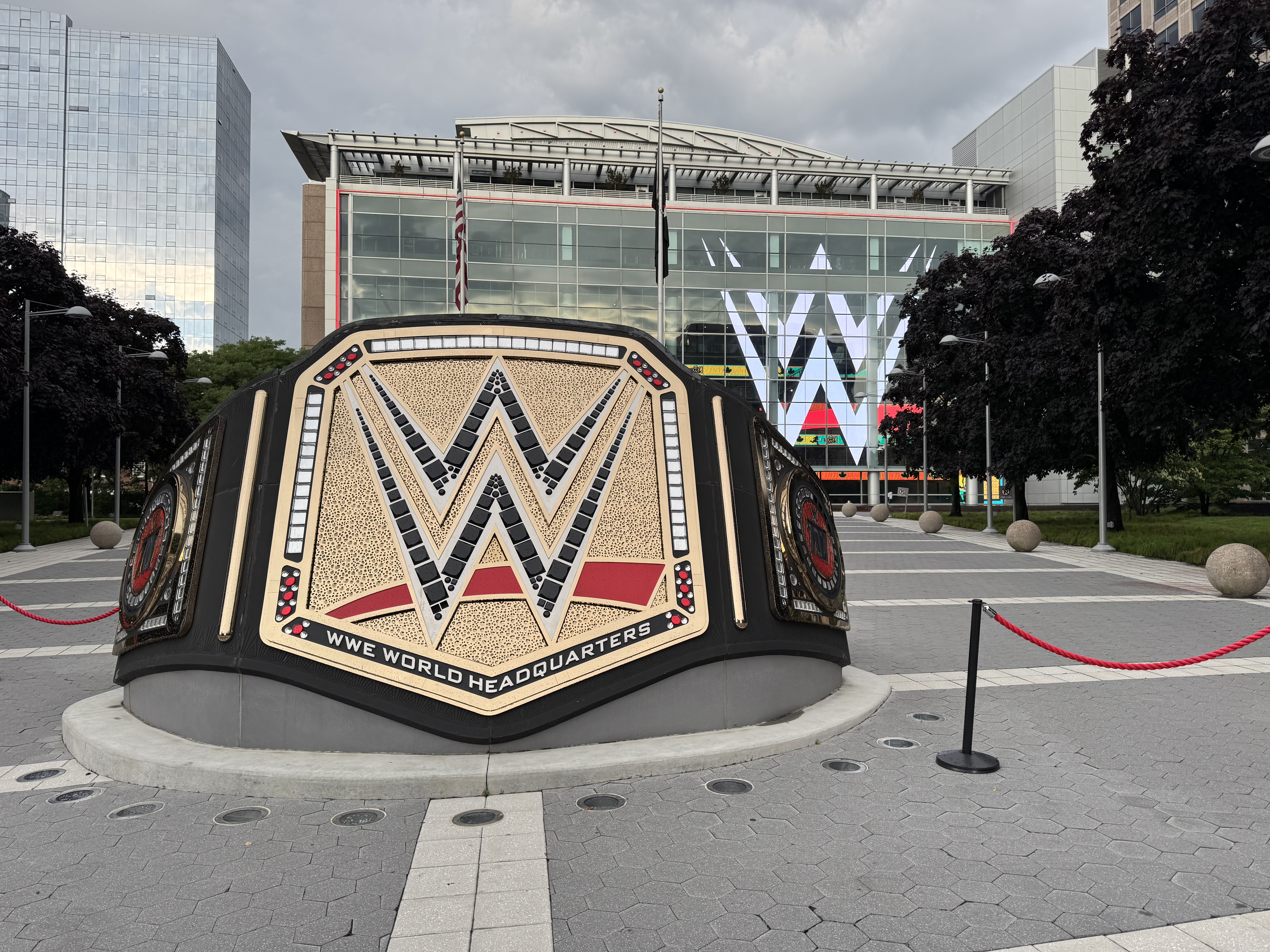
Obecna główna siedziba World Wrestling Entertainment.

Logo WWE Network

Działalność komercyjna WWE obejmuje takie segmenty jak telewizja, telewizja internetowa, domowa rozrywka, Digital Media, wydarzenia na żywo, licencjonowanie, merchandising, WWEShop, WWE Studios i inne.
Podstawą działalności WWE jest organizowanie gal i serii wydarzeń związanych z wrestlingiem. Firma czerpie dochody ze sprzedaży biletów i praw do transmisji, a także z reklam. W 2016 WWE produkowało średnio 5 godzin oryginalnej treści emitowanej cotygodniowo w telewizji (nie licząc telewizji internetowej). Główne programy związane z wrestlingiem emitowane w telewizji to Raw dowolnej długości, trzygodzinny SmackDown oraz dwugodzinny NXT, których kolejne odcinki mają swoją premierę na Netflix (Raw), USA Network (SmackDown) oraz The CW (NXT).
WWE posiada własną telewizję internetową WWE Network, z której czerpie zyski dzięki płatnym subskrypcjom. Telewizja jest dostępna w ponad 220 państwach. Subskrybenci otrzymują dostęp do nagrań zarówno najnowszych, z ostatniego tygodnia, jak i znacznie starszych, sięgających lat 80. XX wieku. Telewizja zawiera nagrania większości programów i gal pay-per-view organizacji WWE, WCW i ECW, a także do część nagrań AWA, WCCW i innych nieistniejących. Oprócz tego powstają programy nagrywane specjalnie na potrzeby WWE Network, takie jak Holy Foley, Swerved i WWE Story Time. Do WWE Network można uzyskać dostęp za pośrednictwem PC, Kindle Fire, Androida, iPhone’a, Apple TV, Roku, konsol gier wideo, odtwarzaczy Blu-Ray, telewizji hybrydowej i TiVo. Liczba subskrybentów wynosiła pod koniec kolejnych lat: w 2014 – 816 tysiące, 2015 – 1,212 milionów, w 2016 – 1,403 milionów, a w 2017 – 1,471 milionów. 23 stycznia 2024 roku WWE ogłosiło zawarcie umowy z Netflixem na posiadanie praw do Raw na całym świecie oraz praw do Raw, SmackDown, NXT, filmów dokumentalnych i gal pay-per-view poza Stanami Zjednoczonymi, począwszy od stycznia 2025 roku. WWE do 2023 roku sprzedawało też swoje nagrania w formacie fizycznym lub cyfrowym na nośnikach DVD i Blu-Ray. Poza Stanami Zjednoczonymi ich dystrybucją zajmowali się licencjobiorcy zewnętrzni.
Firma otrzymuje tantiemy i opłaty licencyjne z wielu produktów związanych z WWE, takich jak gry komputerowe, zabawki i kostiumy. Produkowane są gry tematyczne takie jak seria WWE 2K dostępna na komputer osobisty i konsole gier wideo, a także WWE SuperCard dostępne na iOS i Androidzie. WWE produkuje własną muzykę, ale też licencjonuje muzykę wykonywaną przez artystów.
W trakcie organizowanych wydarzeń, za pośrednictwem strony internetowej WWEShop i za pośrednictwem innych platform handlu elektronicznego (takich jak Amazon) sprzedawane są produkty kolekcjonerskie i pamiątkowe, takie jak koszulki, czapki, repliki pasów mistrzowskich i inne przedmioty. W swojej ofercie WWE ma też akcesoria mobilne, takie jak dzwonki, tapety i gry.
Filia WWE Studios zajmuje się produkcją filmów kinowych, telewizyjnych i direct-to-video, w których często występuje personel organizacji WWE.
Firma czerpie też zyski z reklam na swoich stronach internetowych i witrynach stron trzecich, w tym na YouTube.

## Gale wrestlingu

Mapa regionów z dostępem do WWE Network (kolor zielony)

Podstawową działalnością firmy WWE, na której opierają się wszystkie inne, jest organizowanie gal wrestlingu w formacie cotygodniowym lub pay-per-view. Część z nich jest emitowana w telewizji. Wszystkie docelowo zostają później umieszczone na WWE Network. WWE produkuje oryginalne materiały przez 52 tygodnie w ciągu roku, które są nadawane w 25 językach. Telewizja internetowa WWE Network, na której docelowo są zamieszczane wszystkie gale i programy, jest dostępna w 180 państwach.

### Cotygodniowe programy
| Nazwa      | Premiery (ET)      | Kanał       | Długość w minutach | Pierwszy odcinek         | Ref     |
| ---------- | ------------------ | ----------- | ------------------ | ------------------------ | ------- |
| Raw        | Poniedziałek, 8 pm | Netflix     | Elastyczna         | 11 stycznia 1993(dts)    | [ 111 ] |
| SmackDown  | Piątek, 8 pm       | USA Network | 120                | 29 kwietnia 1999(dts)    | [ 112 ] |
| NXT        | Wtorek, 8 pm       | The CW      | 120                | 23 lutego 2010(dts)      | [ 113 ] |
| Main Event | Czwartek, 10 am    | Peacock     | 55                 | 3 października 2012(dts) | [ 114 ] |
| Evolve     | Środa, 8 pm        | Tubi        | 60                 | 5 marca 2025(dts)        | [ 115 ] |
| Speed      | Środa, 12 pm       | X           | 3-5                | 3 kwietnia 2024(dts)     | [ 116 ] |

## Personel
Personel WWE składa się z zapaśników, menadżerów, komentatorów, spikerów, osób przeprowadzających wywiady, sędziów, trenerów, producentów, scenarzystów oraz innych różnych pozycji. Kadra kierownicza i członkowie rady dyrektorów są również uwzględnieni. Zasięg kontraktów WWE rozciąga się od kontraktów rozwojowych po wieloletnie umowy. Większość pracowników głównego rosteru występuje na Raw, SmackDown, galach pay-per-view oraz live eventach. Zawodnicy z kontraktami rozwojowymi występują na NXT oraz live eventach przeznaczonych dla brandu NXT.

## Mistrzostwa i osiągnięcia

### Osiągnięcia

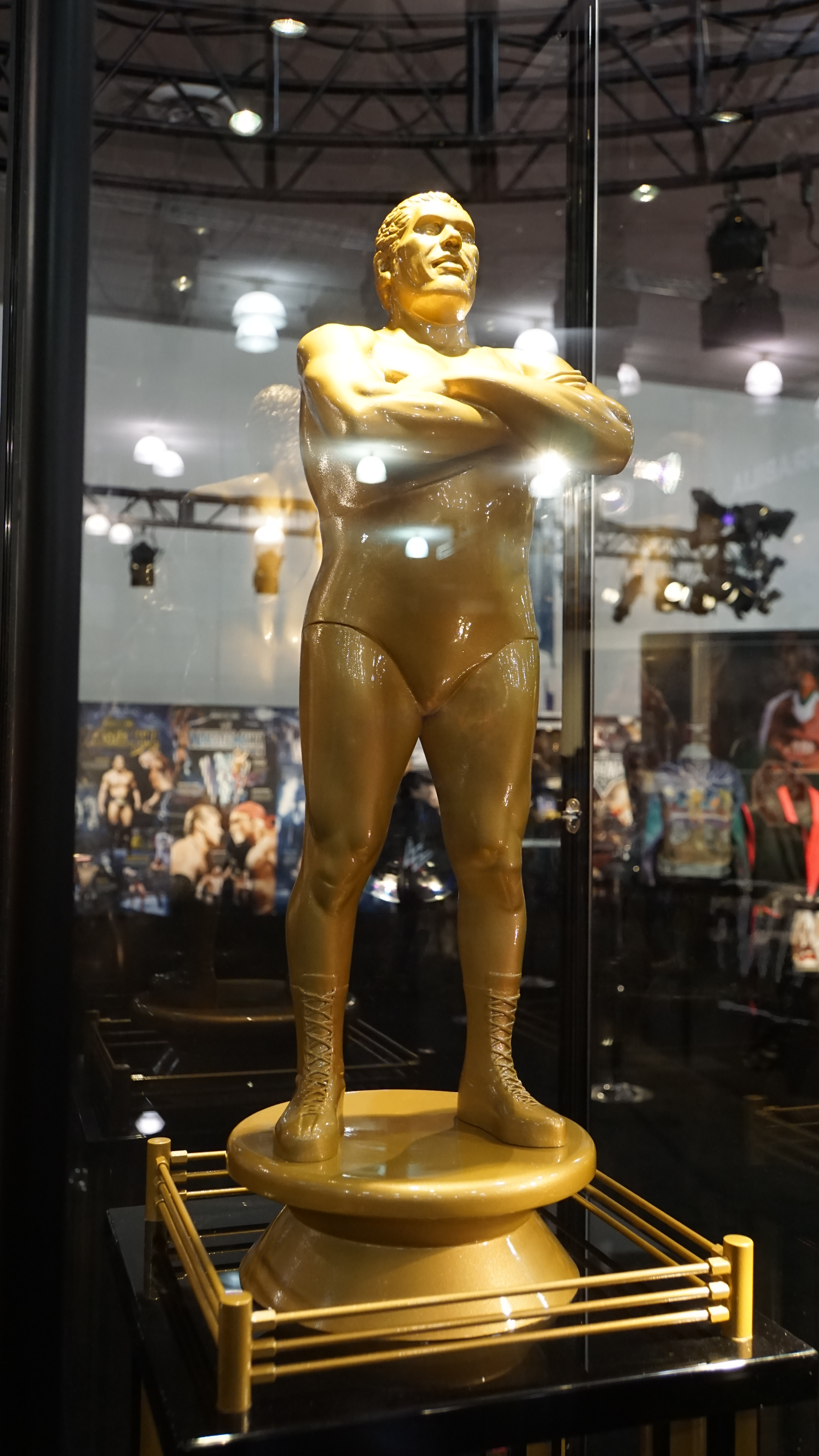
Trofeum André the Giant Memorial Trophy

| Osiągnięcie                           | Ostatni zwycięzca            | Data wygranej    | Lokalizacja             | Notki                                                                                             |
| ------------------------------------- | ---------------------------- | ---------------- | ----------------------- | ------------------------------------------------------------------------------------------------- |
| King of the Ring                      | Cody Rhodes                  | 28 czerwca 2025  | Rijad, Arabia Saudyjska | Pokonał Randy’ego Ortona w finale turnieju na Night of Champions.                                 |
| Queen of the Ring                     | Jade Cargill                 | 28 czerwca 2025  | Rijad, Arabia Saudyjska | Pokonała Asukę w finale turnieju na Night of Champions.                                           |
| Money in the Bank (męski)             | Seth Rollins                 | 7 czerwca 2025   | Inglewood, Kalifornia   | Pokonał Andrade, El Grande Americano, LA Knighta, Pentę i Solo Sikoę na Money in the Bank.        |
| Money in the Bank (żeński)            | Naomi                        | 7 czerwca 2025   | Inglewood, Kalifornia   | Pokonała Alexę Bliss, Giulię, Rheę Ripley, Roxanne Perez i Stephanie Vaquer na Money in the Bank. |
| Royal Rumble (męski)                  | Jey Uso                      | 1 lutego 2025    | Indianapolis, Indiana   | Wyeliminował jako ostatniego Johna Cenę na Royal Rumble.                                          |
| Royal Rumble (żeński)                 | Charlotte Flair              | 1 lutego 2025    | Indianapolis, Indiana   | Wyeliminowała jako ostatnią Roxanne Perez na Royal Rumble.                                        |
| Dusty Rhodes Tag Team Classic         | Baron Corbin i Bron Breakker | 4 lutego 2024    | Clarksville, Tennessee  | Pokonali Carmelo Hayesa i Tricka Williamsa w finale turnieju na Vengeance Day.                    |
| André the Giant Memorial Battle Royal | Carmelo Hayes                | 18 kwietnia 2025 | Paradise, Nevada        | Wyeliminował jako ostatniego Andrade na SmackDown.                                                |

#### Hall of Fame

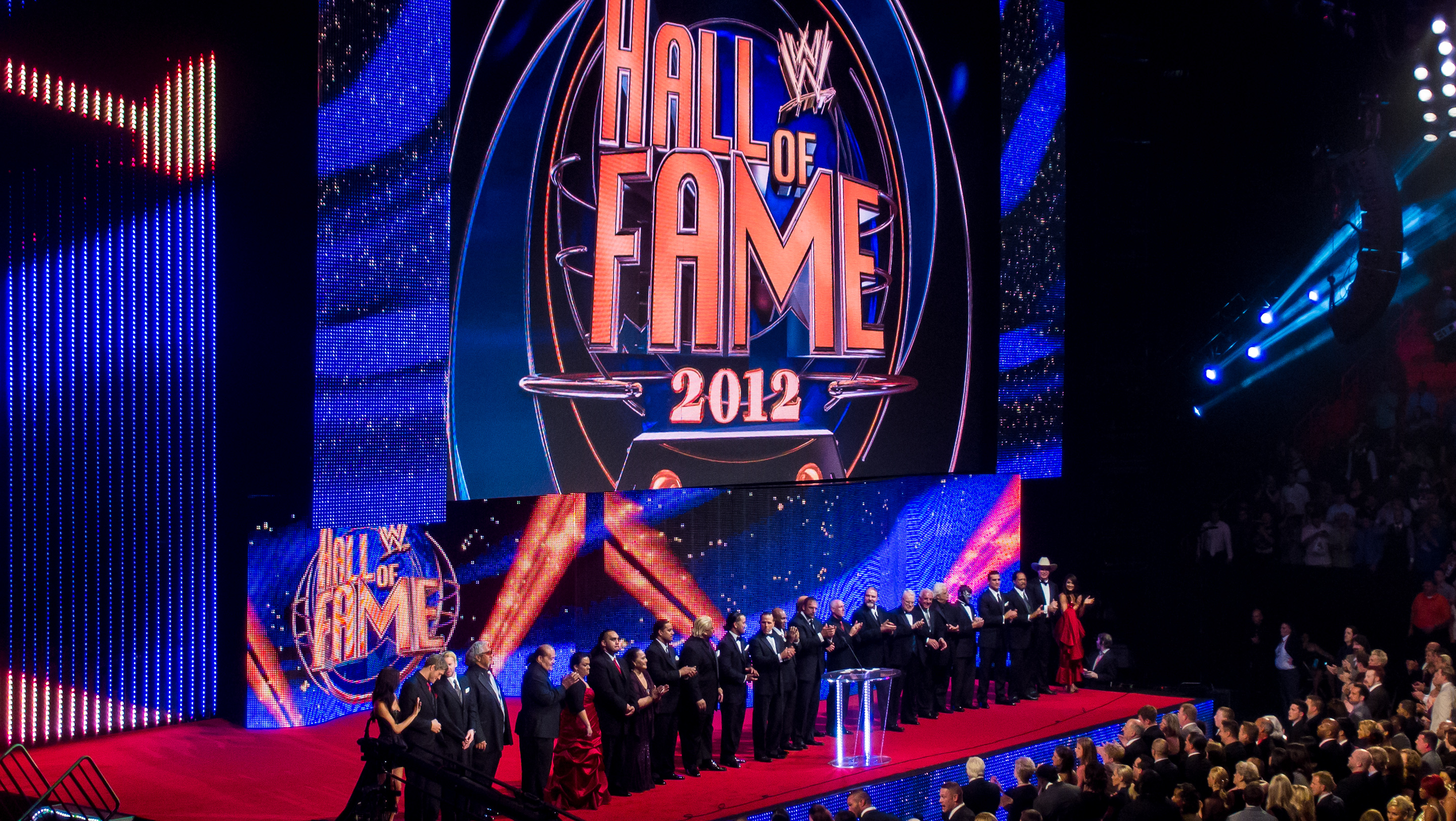
Ceremonia WWE Hall of Fame w 2012

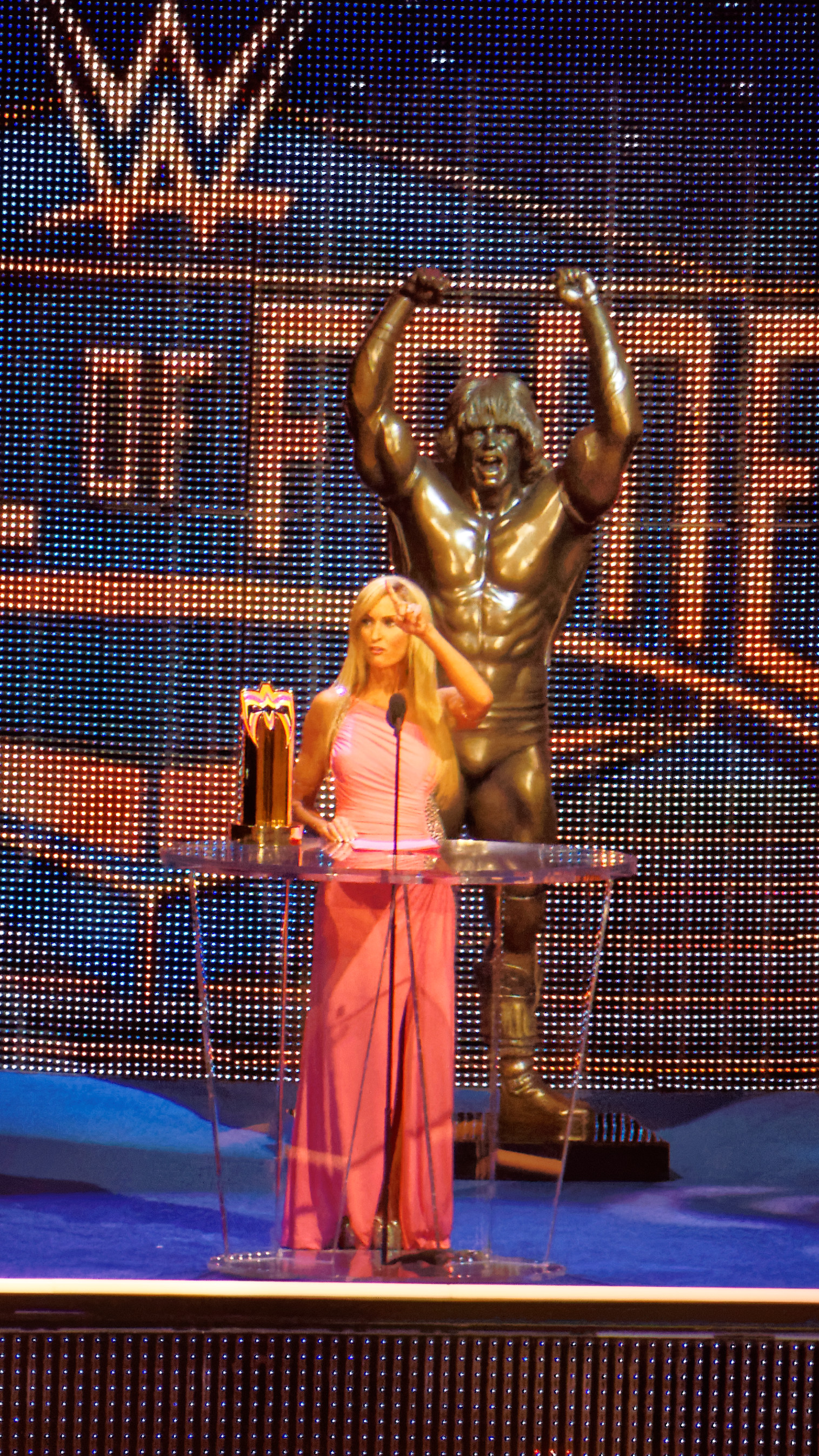
Dana Warrior, z posągiem The Ultimate Warriora w tle, prezentująca nagrodę Warrior Award w 2015

WWE posiada własną galerię sławy, WWE Hall of Fame, przeznaczoną dla osobowości szczególnie zasłużonych dla wrestlingu. Została utworzona 22 marca 1993, a jej pierwszym członkiem został André the Giant. Kolejne ceremonie, w trakcie których przyłączane są kolejne osobistości, mają miejsce dwa dni przed każdą galą z corocznej serii WrestleMania. Osobowości mogą zostać wprowadzone są za życia lub pośmiertnie oraz indywidualnie lub zespołowo (stajnie i tag teamy). WWE Hall of Fame posiada też osobne skrzydło dla celebrytów, przeznaczone dla sławnych ludzi, którzy przyczynili się do promocji wrestlingu, choć kojarzeni są z inną dziedziną, niż rozrywka sportowa. Istnieje też skrzydło Legacy dla osób związanych z wczesnym wrestlingiem, przede wszystkim z pierwszej połowy XX wieku.
W 2015 roku ustanowiono nagrodę Warrior Award, nazwaną na cześć wrestlera The Ultimate Warriora. Nagroda przedstawiana jest jako wyróżnienie dla osób, które odznaczyły się szczególną siłą i wytrwałością i które żyły z odwagą oraz pokorą, odzwierciedlającą nieposkromionego ducha The Ultimate Warriora. Nagroda jest wręczana corocznie przez Danę Warrior, wdowę po Warriorze. Choć WWE promuje laureatów Warrior Award jako osoby wprowadzone do Hall of Fame, te osoby nie mają swojego profilu w sekcji Hall of Fame na stronie WWE.com, a ich wizerunki nie widnieją w internetowej galerii wszystkich wprowadzonych.
Pomimo że nigdy nie powstał budynek odzwierciedlający fizycznie galerię sławy, WWE miało w planach zbudowanie takiego obiektu. W 2008, Shane McMahon, ówczesny wiceprezes wykonawczy od spraw medialnych WWE, oświadczył, że firma od lat gromadzi pamiątki po wrestlerach, które są opisywane i dzielone na kategorie w razie gdyby taki budynek miał powstać.
Po ceremonii w 2021 galeria liczyła 214 wprowadzonych. Na tę liczbę składa się 121 wyróżnionych indywidualnie wrestlerów, 17 zespołów (liczących razem 49 osób), 12 celebrytów, 7 laureatów nagrody Warrior Award oraz 46 członków skrzydła Legacy. 47 członków zostało wprowadzonych pośmiertnie.

## Procesy sądowe
Poniżej zostały opisane sprawy sądowe, w których pozwana została firma WWE lub jej właściciel Vince McMahon, a także procesy, które doprowadziło do postawienia WWE lub McMahona w stan oskarżenia.

### Sprawa Owena Harta

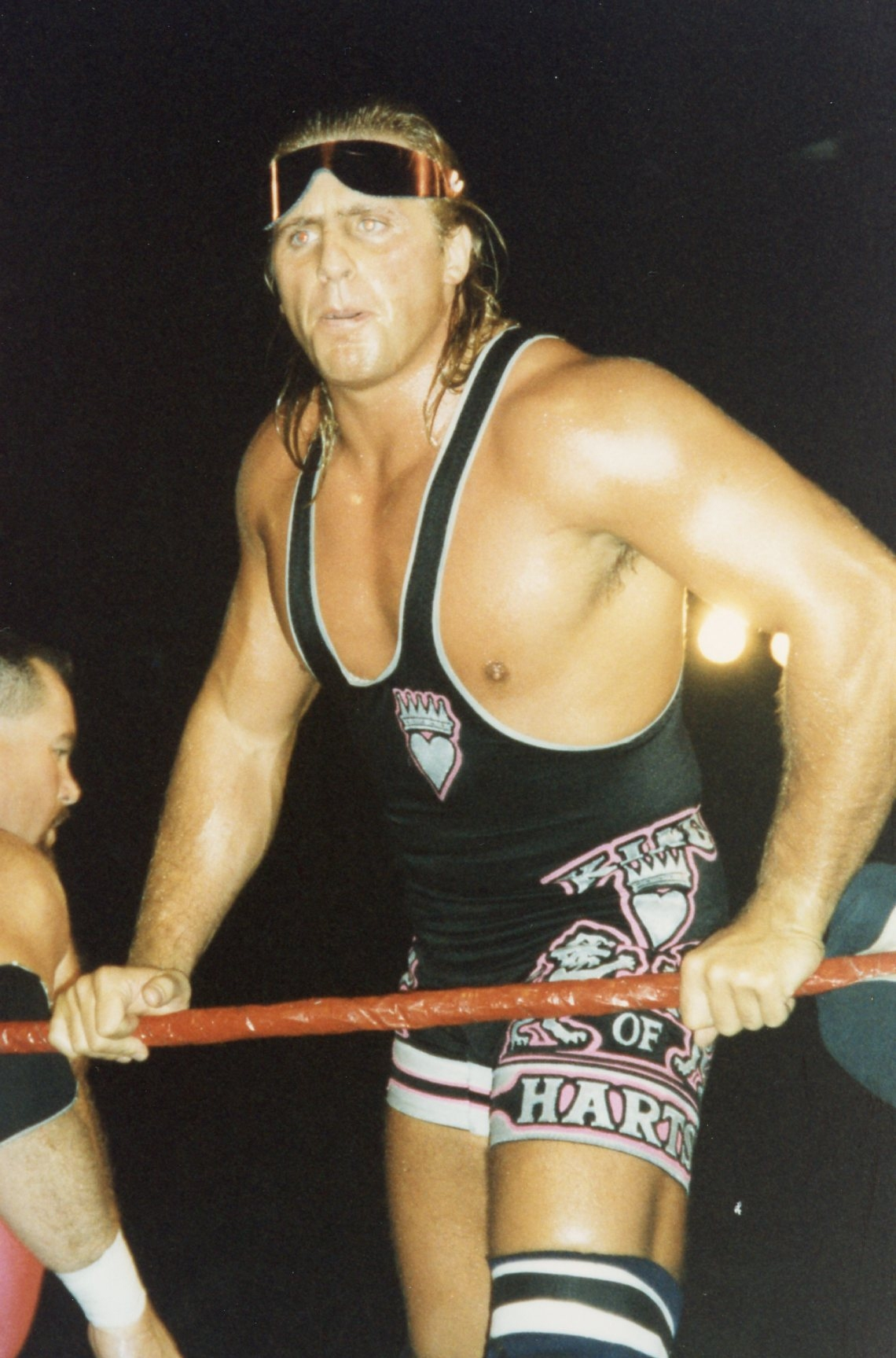
Owen Hart – zmarły w wypadku na arenie w 1999 roku

Wrestler Owen Hart zmarł 23 maja 1999 na gali WWF Over the Edge. Miał walczyć z mistrzem, The Godfatherem, o pas WWF Intercontinental Championship. Odgrywał w tym czasie komiczną postać superbohatera o imieniu The Blue Blazer. Przed walką miał wejść na arenę spuszczając się po linie z sufitu. Mechanizm zatrzaskowy zadziałał jednak niezgodnie z planem i otworzył się, gdy wrestler był na wysokości ponad 20 metrów. Hart spadł, zetknął się klatką piersiową z linami ringu, a następnie uderzył głową w narożnik, po czym z dużą siłą runął plecami na matę. Zmarł w drodze do szpitala. Wydarzenie to wywołało wiele kontrowersji i krytyki, między innymi ze strony rodziny zmarłego. Ojciec Owena Harta, Stu Hart, tuż po wypadku wyraził przekonanie, że doszło do zaniedbania. Brat Bret Hart oskarżył o zamordowanie brata głównego scenarzystę organizacji w tym okresie, Vince’a Russo. Skrytykował też decyzję prezesa, Vince’a McMahona, o nieprzerwaniu gali po wypadku i stwierdził, że jego brat nie chciałby aby widowisko było kontynuowane po jego śmierci. Kuzyn Owena Harta, Roddy Piper, w czasie jednej z gal TNA wygłosił przemówienie, w którym oskarżył pracującego wówczas dla organizacji Vince’a Russo o zabójstwo. Segment ten nie był zaplanowany przez organizację. Wdowa po tragicznie zmarłym, Martha Hart, złożyła pozew sądowy przeciwko WWF, który w listopadzie 2000 zakończył się ugodą i wypłaceniem przez firmę 18 milionów dolarów.

### Pozew o naruszenie znaku towarowego World Wide Fund for Nature
W 1994 brytyjska fundacja charytatywna World Wide Fund for Nature poskarżyła się World Wrestling Federation na używanie tego samego skrótowca – WWF. Fundacja zarejestrowała swój skrótowiec w 1961, a organizacja wrestlingu w 1989. Fundacja zgodziła się jednak by organizacja wrestlingu używała tego skrótowca w swoim logo pod warunkiem, że nie będzie on często wspominany w telewizji i kojarzony z wrestlingiem. W 2002 World Wide Fund for Nature oskarżyło World Wrestling Federation o naruszenie umowy z 1994 i wniosła sprawę do sądu, który odebrał organizacji wrestlingu prawo do używania skrótowca, w związku z czym organizacja postanowiła zmienić nazwę na World Wrestling Entertainment. W kolejnych latach wypracowano różne ugody, które pozwoliły WWE na używanie akronimu WWF w materiałach archiwalnych.

### Pozwy związane z chroniczną encefalopatią pourazową

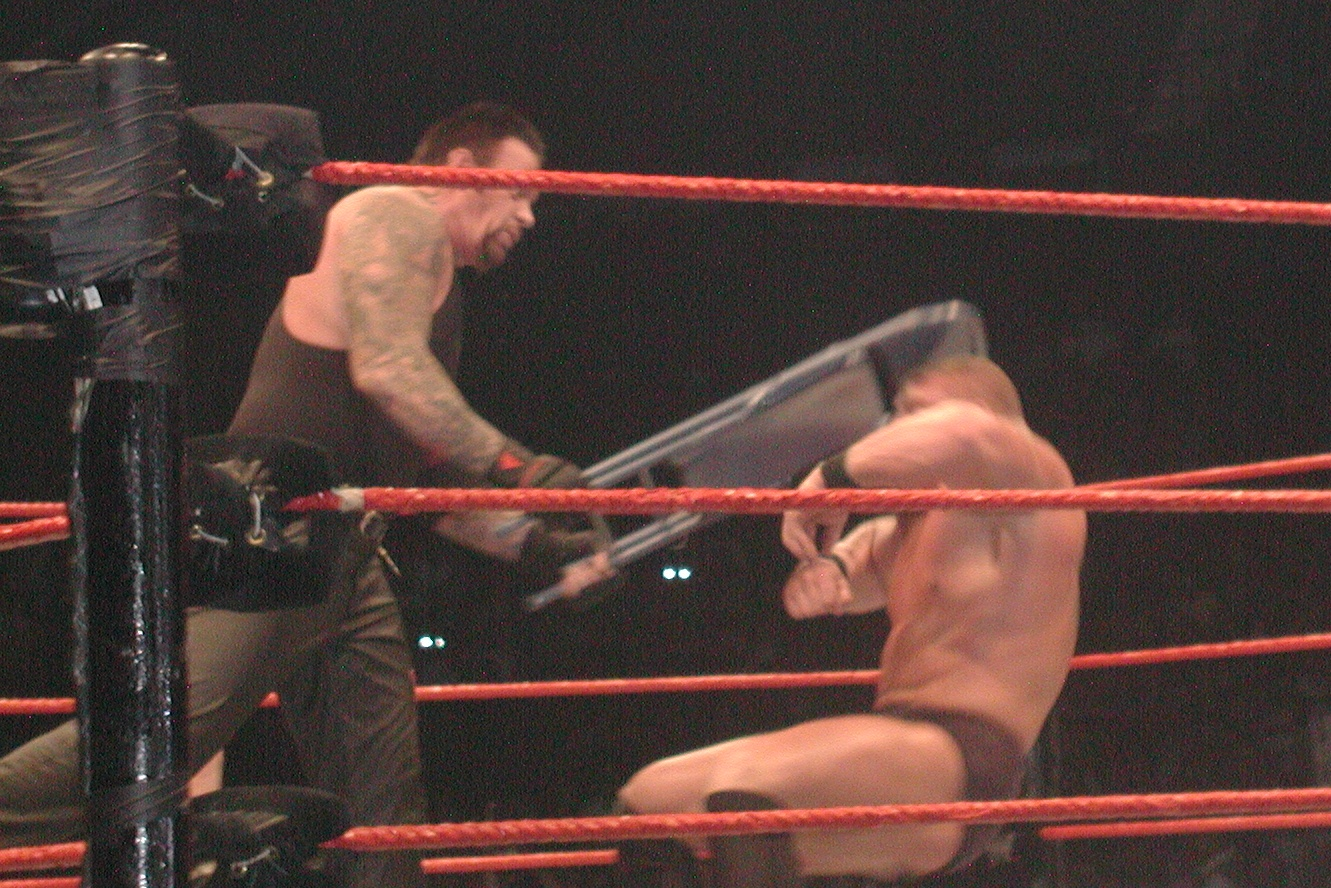
The Undertaker uderzający Brocka Lesnara składanym krzesłem w głowę

23 października 2014 były wrestler Billy Jack Haynes wniósł do sądu rejonowego w Portlandzie w stanie Oregon pozew przeciwko WWE, w którym zarzucił organizacji rażąco złe traktowanie wrestlerów dla własnej korzyści oraz ukrywanie badań medycznych, a także zaprzeczanie badaniom i dowodom na to, że wrestlerzy WWE doznają traumatycznych urazów mózgu. Haynes wniósł również o przyznanie pozwu statusu zbiorowego, obejmującego innych byłych wrestlerów. Jego prawnicy mówili wówczas, że do pozwu może dołączyć około 500 byłych pracowników WWE. Haynes wniósł też o wymuszenie na firmie utworzenie funduszu powierniczego, z którego miały zostać wypłacone odszkodowania za kontuzje. 21 stycznia 2015 podobny pozew wnieśli Vito LoGrasso i Evan Singleton, którzy w wyniku urazów odniesionych w czasie wykonywania zawodu mieli doznać urazów powodujących migrenę, utratę pamięci, zaburzenia depresyjne i głuchotę.
W 2016 Billy’ego Jacka Haynesa reprezentował adwokat Konstantine Kyros, któremu udało przekonać się do wspólnego pozwu jeszcze Russa McCullougha, Matthew „Luther Reigns” Wiese’a i Ryana Sakodę. Sędzia Vanessa Bryant rozstrzygnęła sprawę na korzyść WWE. W uzasadnieniu napisała, że wrestlerzy zostali zranieni przez innych uczestników tego, co powód opisał jako wyreżyserowane, a zatem w sposób, o którym powód wiedział lub powinien był przewidzieć. Kyrosowi udało się przekonać większą liczbę osób do podobnego pozwu zbiorowego. Oskarżenie dotyczyło świadomego niedopatrzenia WWE, w wyniku którego wielu byłych zawodników cierpiało po latach na chroniczną encefalopatię pourazową. W 2018 pozew zbiorowy obejmował 60 osób. Były to, w kolejności alfabetycznej: Ferrin Jesse Barr vel JJ Funk, Ron Bass (w jego imieniu Ronald Scott Heard), Rodney Begnaud vel Rodney Mack, Bobbi Billard, Terry Michael Brunk vel Sabu, James Brunzell vel Jumpin’ Jim, Mark Canterbury vel Henry Godwin, Marc Copani vel Muhammad Hassan, Bryan Emmett Clark Jr. vel Adam Bomb, Barry Darsow vel Smash, Donald Driggers, Bill Eadie vel Ax, Michael “Mike” Enos vel Blake Beverly, Harry Masayoshi Fujiwara vel Mr. Fuji (w jego imieniu córka Kelli Fujiwara Sloan), George Gray vel One Man Gang, Susan Green vel Sue Green, Sylvain Grenier, Salavador Guerrero IV vel Chavo Guerrero Jr. Michael R Halac vel Mantaur, Judy Hardee vel Judy Martin, James Harris vel Kamala, Don Leo Heaton vel Don Leo Jonathan, Dave Hebner, Earl Hebner, Jon Heidenreich, Jonathan Hugger vel Johnny the Bull, Marty Jannetty, John Jeter vel Johnny Jeter, Mark Jindrak, Ken Johnson vel Slick, Rick Jones vel Black Bart, Brian Knighton vel Axl Rotten (w jego imieniu Barbara Marie Leydig i Bernard Knighton), Joseph M. Laurinaitis vel Road Warrior Animal, James Manley vel Jim Powers, Lou Marconi, Troy Martin vel Shane Douglas, Ashley Massaro vel Ashley, Omar Mijares vel Omar Atlas, Carlene B. Moore-Begnaud vel Jazz, Angelo Mosca vel King Kong Mosca, John Nord vel The Bezerker, Anthony Norris vel Ahmed Johnson, Larry Oliver vel The Crippler, Paul Orndorff vel Wonderful, Victoria Otis vel Princess Victoria, Chris Pallies vel King Kong Bundy, Ken Patera, Rod Price, Jon Rechner vel Balls Mahoney (w jego imieniu wdowa Gayle Schecter), Bruce “Butch” Reed vel The Natural, Charles Bernard Scaggs vel Flash Funk, Perry Satullo vel Perry Saturn, David Silva vel Sylvano Sousa, Timothy Alan Smith vel Rex King (w jego imieniu matka Shirley Fellows), Tracy Smothers vel Freddie Joe Floyd, James W. „Jimmy” Snuka (w jego imieniu wdowa i opiekunka Carole M. Snuka), Terry Szopinski vel The Warlord, Charles Wicks vel Chad Wicks, Sione Havea Vailahi vel The Barbarian i Boris Zhukov.
29 marca 2018 sędzia Vanessa Bryant rozstrzygnęła sprawę Vito LoGrasso i Evana Singletona na korzyść WWE. W uzasadnieniu podano, że nie ma dowodów na to by WWE wiedziało o ryzyku związanym z częstymi urazami głowy i długotrwałych skutkach z tym związanych. Według oświadczenia Bryant, nie można przypisać WWE wiedzy o tym przed 2008 rokiem.